# Wollongong Hawks 2006-2007
I Wollongong Hawks 2006-2007 hanno preso parte al campionato di National Basketball League. La squadra si è classificata al 10º posto in stagione regolare, non riuscendo a qualificarsi per i playoff.
| Wollongong Hawks Rosa 2006-2007 |                   |                          |                         |                                         |
| Allenatore capo: Brendan Joyce  |                   |                          |                         |                                         |
| A                               | 54                | Stati Uniti (bandiera)   | Adam Ballinger          | (Indiana;Michigan State University)     |
| G                               | 32                | Australia (bandiera)     | Mathew Campbell         | (VIC;Towson State University)           |
| G                               | 20                | Australia (bandiera)     | Ben Castle              | (NSW)                                   |
| A                               | 43                | Nuova Zelanda (bandiera) | Casey Frank             | (New York; Northern Arizona University) |
| G                               | 1                 | Stati Uniti (bandiera)   | Cortez Groves           | (Missouri;Kansas State University)      |
| G                               | 3                 | Australia (bandiera)     | Daniel Joyce            | (VIC;Australian Institute of Sport)     |
| G                               | 14                | Australia (bandiera)     | John Phillip            | (VIC;Australian Institute of Sport)     |
| A                               | 24                | Australia (bandiera)     | Troy Pilon              | (NSW)                                   |
| C                               | 8                 | Nuova Zelanda (bandiera) | Tony Rampton            | (NZ;Iowa State University)              |
| G/A                             | 12                | Australia (bandiera)     | Glen Saville - Capitano | (VIC;Australian Institute of Sport)     |
| (FA) - Free Agent               | (FA) - Free Agent | (FA) - Free Agent        | (FA) - Free Agent       | Wollongong Hawks                        |